# Strafbaar feit
Een strafbaar feit of een delict is een in het recht omschreven gedraging waarop straf gesteld is. In het dagelijks spraakgebruik en in het Belgische strafrecht is misdrijf een synoniem voor delict. In het Nederlandse recht worden delicten onderverdeeld in misdrijven en overtredingen.

## België
In België worden de strafbare feiten "misdrijven" genoemd. Het Strafwetboek deelt de misdrijven in in drie categorieën:
- misdaden, waarop criminele straffen staan,
- wanbedrijven, waarop correctionele straffen staan,
- overtredingen, waarop politiestraffen staan.

Minderjarigen die strafbare feiten plegen, worden beoordeeld door de Jeugdrechtbank. Men spreekt in dat geval niet over "misdrijven", maar over als misdrijf omschreven feiten (of kortweg MOF).

### Overtreding
Een overtreding is de lichtste vorm van misdrijf. Ze wordt bestraft met een gevangenisstraf van maximum zeven dagen of een geldboete van ten hoogste 25 euro te vermenigvuldigen met de opdeciemen.
Het systeem van opdeciemen bestaat erin een geldboete te verhogen met een in de wet voorzien coëfficiënt die regelmatig wordt aangepast aan de huidige waarde van het geld. Het aantal opdeciemen ligt nu vast op 50, dat wil zeggen dat het bedrag van de geldboete met 6 moet worden vermenigvuldigd om te komen tot het werkelijk te betalen bedrag van de boete.
De toevoeging aan een bedrag van één decime komt overeen met de verhoging van dat bedrag met één tiende; de verhoging met vijfenveertig decimes staat gelijk met de vermenigvuldiging van het bedrag met vijf en een half.
Het is meestal de politierechtbank die zich uitspreekt over overtredingen.

### Wanbedrijf
Een wanbedrijf kan bestraft worden met een gevangenisstraf van minimum acht dagen en maximum vijf jaar of een geldboete van ten minste 26 euro te vermenigvuldigen met de opdeciemen.
Het is de correctionele rechtbank die uitspraak doet over wanbedrijven.
Ook de poging tot het plegen van een wanbedrijf is strafbaar. De straffen hiervoor liggen lager dan voor het wanbedrijf zelf

### Misdaad
Misdaden zijn de ernstigste misdrijven. Een misdaad is strafbaar met een celstraf van minimum vijf jaar, dwangarbeid of een geldboete van minstens 26 euro te vermenigvuldigen met de opdeciemen.
Het is het Hof van Assisen dat zich uitspreekt over misdaden.
Ook de poging tot het plegen van een misdaad is strafbaar. De straffen hiervoor liggen lager dan voor de misdaad zelf.

## Nederland
In Nederland is de meest gebruikelijke definitie van delict in het strafrecht 'een menselijke gedraging die binnen een delictsomschrijving valt, wederrechtelijk en aan schuld te wijten is'. Voor de strafbaarheid van feit en dader moet daarom aan vier elementen voldaan zijn. Er moet:
1. een menselijke gedraging zijn die bewezen is
  - Wanneer het feit niet wettig en overtuigend bewezen kan worden volgt er vrijspraak.[3]
2. binnen een delictsomschrijving vallen
  - Een voorbeeld van een delictsomschrijving is te vinden in artikel 310 van het Wetboek van Strafrecht:

Hij die enig goed dat geheel of ten dele aan een ander toebehoort wegneemt, met het oogmerk om het zich wederrechtelijk toe te eigenen, wordt, als schuldig aan diefstal, gestraft met gevangenisstraf van ten hoogste vier jaren of geldboete van de vierde categorie.
Is het feit wel bewezen, maar valt het niet binnen een delictsomschrijving dan volgt ontslag van alle rechtsvervolging.[4]
3. wederrechtelijk zijn
  - Wanneer er formele of materiële wederrechtelijkheid ontbreekt, dan is er een rechtvaardigingsgrond en volgt ontslag van alle rechtsvervolging. Tenzij wederrechtelijkheid bestanddeel is van de delictsomschrijving, dan volgt vrijspraak. Er wordt dan immers niet voldaan aan een bestanddeel uit de delictsomschrijving.[4]
4. aan schuld zijn te wijten
  - Indien schuld en verwijtbaarheid ontbreekt, is er een schulduitsluitingsgrond en volgt ontslag van alle rechtsvervolging. Tenzij schuld bestanddeel is van de delictsomschrijving, dan volgt vrijspraak. Er wordt dan immers niet voldaan aan een bestanddeel uit de delictsomschrijving.[5]

### Wetgeving
In Nederland worden strafbare feiten onderverdeeld in misdrijven en overtredingen. Zij staan bijvoorbeeld in het Wetboek van Strafrecht. Ook in andere wetten en lagere regelgeving kunnen strafbaarstellingen staan, bijvoorbeeld de Veewet (niet meer in werking), de Wegenverkeerswet, de Opiumwet, de Wet op de economische delicten. In andere wetgeving dan de strafwet kan een delict ook een misdrijf betekenen, bijvoorbeeld in de Milieuwetgeving. Het valt binnen de bevoegdheden van gemeenten om bij verordening gedragingen binnen het grondgebied van de gemeente strafbaar te stellen als overtreding, daarom staan er ook in de Algemene Plaatselijke Verordening van de gemeente strafbare feiten. 

#### Misdrijf
Misdrijven zijn ernstige inbreuken op de rechtsorde en omvatten rechtstreekse inbreuken op andermans rechten (doodslag, diefstal, verkrachting), en inbreuken op de private rechtsorde (bankbreuk, jaarrekeningfraude, onttrekking goederen aan civiel beslag) of de publieke (aanslag op de koning, belastingfraude, milieuvervuiling, terroristische activiteiten). Ook omvat deze een aantal gevaarszettingsdelicten zoals het veroorzaken van een overstroming, explosie, radioactieve besmetting, brandstichting, gevaar veroorzaken voor trein- of luchtvaartverkeer. Ook het rijden onder invloed wordt als misdrijf aangemerkt. Op een misdrijf staat maximaal 30 jaar of bij zeer ernstige misdrijven zoals moord levenslange gevangenisstraf. In Nederland is levenslang daadwerkelijk levenslang, zonder voorwaardelijke vrijlating.

#### Overtreding
Overtredingen omvatten vaak lichtere ordeverstoringen: gedrag dat de maatschappij geld kost (rommel maken op straat door een persoon) of voor een meerderheid van de burgers irritant is (hondenpoep, openbare dronkenschap).
Op een overtreding staat maximaal één jaar hechtenisstraf. Poging tot overtreding is niet strafbaar, en een overtreding wordt door de kantonrechter (sector kanton bij de rechtbank, enkelvoudige kamer) afgehandeld, in plaats van door de rechtbank (meervoudige kamer).

## Andere staatsvormen
In totalitaire regimes worden delictsomschrijvingen soms vaag gehouden (omschrijvingen als "hij die een inbreuk maakt op de algemene en politieke rechtsorde", "staatsgevaarlijke of ondermijnende activiteiten"), zijn ze in strijd met de universele mensenrechten, worden ze zo gesteld dat iedereen eronder kan vallen (het hebben van "staatsgevaarlijke denkbeelden"), of wordt het legaliteitsbeginsel niet gevolgd (strafbaarstelling van alles dat naar de mening van het volk strafbaarstelling behoeft, het gesundes Volksempfinden). Ook zijn straffen vaak buitenproportioneel. Daar waar de sharia is ingevoerd, worden bovendien gedragingen als overspel (geslachtsgemeenschap buiten het huwelijk) of het heffen van rente strafbaar gesteld (rente is verboden omdat niet aan de tijd verdiend mag worden), met lijfstraffen en doodstraffen als steniging als sanctie.